# 크리스 포이 (배우)
크리스 포이(Chris Foy, 1983년 1월 25일 ~ )는 오스트레일리아의 배우이다.